# Skiallagma
Skiallagma is een geslacht van libellen (Odonata) uit de familie van de waterjuffers (Coenagrionidae).

## Soorten
Skiallagma omvat 1 soort:
- Skiallagma baueri Förster, 1906